# Банковка
Банковка (баш. Банковка) — деревня в Стерлибашевском районе Республики Башкортостан Российской Федерации. Входит в состав Янгурчинского сельсовета.

## География

### Географическое положение
Расстояние до:
- районного центра (Стерлибашево): 18 км,
- центра сельсовета (Янгурча): 7 км,
- ближайшей ж/д станции (Стерлитамак): 72 км.

## История
До 2008 года деревня входила в состав Турмаевского сельсовета.

## Население
| 2002 | 2009 | 2010 |
| ---- | ---- | ---- |
| 26   | ↗29  | ↘26  |

Национальный состав
Согласно переписи 2002 года, преобладающие национальности — эстонцы (35 %), русские (31 %).